# Ikarus (1975)
Ikarus ist ein deutscher Kinder- und Gegenwartsfilm der DEFA von Heiner Carow aus dem Jahr 1975. Das Filmszenarium stammt von Klaus Schlesinger, wurde aber noch stark verändert. Es basiert auf seiner Erzählung „Neun“.

## Handlung
Mathias ist acht Jahre alt und lebt bei seiner Mutter in Berlin. Seine Eltern sind geschieden, doch sieht Mathias seinen Vater hin und wieder, der zwar auch in Berlin lebt, aber als Journalist oft unterwegs ist. Eines Tages besucht Mathias seinen Vater unangemeldet, der gerade Besuch einer „Kollegin“ hat. Mathias sieht in der Wohnung des Vaters ein Bild, das Ikarus an der Sonne zeigt. Sein Vater erzählt ihm die Sage von Ikarus und Mathias meint, dass er gerne einmal fliegen würde. Sein Vater verspricht ihm, an seinem 9. Geburtstag mit ihm einen Rundflug über Berlin zu machen.
Einige Zeit später ist es soweit: Mathias wird neun Jahre alt. Der neue Freund der Mutter, den Mathias „Onkel Jochen“ nennen darf, hat ihm Spielzeugsoldaten geschenkt. Mathias jedoch wartet voller Ungeduld auf seinen Vater. In der Schule schwänzt er den Hort, weil er denkt, dass er mit dem Vater zum Flugplatz gehen wird. Er ruft ihn nach der Schule an, doch ist der Vater nicht da. Mathias geht zu seiner Arbeitsstelle, wo es heißt, dass der Vater für einen Artikel auf einer Baustelle sei. Auf der Baustelle zeigt sich, dass der Vater gerade gegangen ist. Weiter geht Mathias’ Suche, der fest davon überzeugt ist, dass sein Vater sein Versprechen halten wird. Während er sucht, erinnert er sich aber auch immer wieder an unschöne Szenen, den Streit der Eltern und seine Probleme, als er nach der Scheidung der Eltern in eine neue Klasse kam und vor den neuen Mitschülern ein heiles Familienleben vorgab.
Mathias trifft auf seinen besten Freund Kater, mit dem er in einer Kaufhalle einen Mann beobachtet, der Alkohol stiehlt. Zwar will Mathias den Mann überführen, doch hat Kater am Ende keine Lust mehr auf eine Verfolgung des Mannes, dessen Tat nach Verlassen des Konsums sowieso nicht mehr nachweisbar wäre. Kater kann auch nicht mit zum Flugplatz kommen, auf dem Mathias seinen Vater vermutet. Auch hier ist er jedoch nicht. Weil Mathias davon ausgeht, dass sein Vater mit ihm in ein Flugzeug steigen wird, rennt er auf die Flugbahn, als Passagiere eine Interflug-Maschine betreten. Er wird von der Polizei aufgegriffen und darf erst mit einem Polizeibeamten gehen, als er seinen Namen genannt hat. Mit einem Trick gelingt es Mathias, dem Polizisten zu entkommen. Nachdem er vergeblich an der Wohnungstür des Vaters geklingelt hat, geht Mathias frustriert heim. Hier erwartet ihn nicht nur seine Mutter mit seiner Oma, sondern auch sein Vater. Er übergibt Mathias sein Geburtstagsgeschenk: Eine elektrische Eisenbahn. Mathias ist enttäuscht. Als sich seine Mutter und sein Vater am Kaffeetisch über ihre Arbeit zu unterhalten beginnen, geht Mathias unter einem Vorwand. Er nimmt das Ikarus-Bild mit, das ihm sein Vater geschenkt hatte, und wirft es wütend vom Hausdach. Zurück auf der Straße trifft er auf Onkel Jochen. Er hat ein großes Modellflugzeug bei sich, das er austesten will. Mathias glaubt nicht, dass es fliegt, doch steuert es Jochen waghalsig durch die Lüfte. Bei einem besonders riskanten Manöver stürzt das Flugzeug ab. Mathias eilt hin und ist außer sich. Er schreit und weint, habe er doch gewusst, dass es nicht fliegen kann, und Jochen beruhigt ihn. Habe es heute nicht geklappt, werden sie es morgen noch einmal probieren. Gemeinsam fahren Jochen und Mathias nach Hause.

## Produktion
Ikarus wurde ab 1974 unter dem Arbeitstitel Die Neun in Berlin gedreht. Einzelne Szenen entstanden dabei unter anderem am Flughafen Schönefeld, im Treptower Park und an der Schönhauser Allee, Luftaufnahmen auch in Leipzig (Breite Straße, Kleinmesse). Die Kostüme schuf Ewald Forchner, die Filmbauten stammen von Dieter Adam.
Der Film erlebte am 4. September 1975 im Europa 70 in Karl-Marx-Stadt seine Filmpremiere und kam am 19. September 1975 in die Kinos der DDR. Er wurde nur kurz in den Kinos gezeigt, war der Stoff um ein Scheidungskind doch zu „unbequem“ und wurde von „führenden Politikern der DDR als sozialismus-feindlich apostrophiert“. Am 12. April 1977 wurde der Film auf DDR 1 im Fernsehen der DDR gezeigt und lief am 16. März 1979 auch in den Kinos der BRD an.
Die Filmmusik stammt von Peter Gotthardt und wurde teilweise vom Dresdner Kreuzchor eingesungen. Den Titelsong Meine Tante Hedwig sang der Pionierchor Omnibus. Das Lied Ich will, das mehrfach im Film zu hören ist, stammt von Bettina Wegner.

## Kritik
Die zeitgenössische Kritik sah in Ikarus überwiegend einen Film für Erwachsene und konstatierte, dass „[wir] mit den Augen eines Neunjährigen […] auf uns selbst [blicken]“. Die Wochenpost lobte den Film als „dringliche[n] Appell an sozialistische Menschlichkeit“; der Film „mobilisiere“ die Güte im Menschen. Andere Kritiker sahen die moralische Stärke des Films darin, dass er „den Zuschauer veranlaßt, über die Geschichte des Mathias seine Verantwortung für die junge heranwachsende Generation zu erkennen.“ Der Film polemisiere gegen Gleichgültigkeit und Herzlosigkeit. Renate Holland-Moritz fasste ihre Kritik 1975 zusammen:

„Heiner Carow sei bedankt für einen schönen, bitter notwendigen, zutiefst menschlichen Film. Und er sei lauthals gerühmt für die außergewöhnliche schauspielerische Leistung, die der kleine Hauptdarsteller Peter Welz unter seiner Führung vollbrachte.“

Für den bundesdeutschen film-dienst war Ikarus ein „dichter und bei aller liebevollen Lockerheit sehr ernster Film über die Verwundbarkeit von Kindern und den Mangel an Sensibilität und Aufmerksamkeit bei Erwachsenen.“